# Les illusions de nos vingt ans
"Les illusions de nos vingt ans" (tradução portuguesa "As ilusões dos nossos vinte anos") foi canção que representou a Suíça no Festival Eurovisão da Canção 1971, interpretada em francês pela banda Peter, Sue & Marc. Foi a quarta canção a desfilar na noite do evento, a seguir à canção monegasca "Un banc, un arbre, une rue", interpretada por Séverine e antes da canção alemã "Diese Welt", interpretada por Katja Ebstein. No final, a canção helvética terminou em 12.º lugar, tendo recebido um total de 78 pontos.

## Autores
- Letra: Maurice Tézé
- Música: Peter Reber
- Orquestrador: Hardy Schneiders

## Letra
Na canção, banda faz um apelo às pessoas mais idosas para que respeitem os mais novos (que têm 20 anos) e que os deixem sonhar no sentido de construírem um mundo melhor e dançar.